# 2012: Kurse a di Xtabai
2012: Kurse a di Xtabai é um filme de terror belizenho de 2012 dirigido e escrito por Matthiew Klinck. A obra estreou no Festival Internacional de Cinema de Belize em 13 de julho de 2012 e é o primeiro longa-metragem produzido inteiramente em Belize.

## Elenco
- Miriam Antoinette-Ochaeta - Mãe
- Arran Bevis - John Jones
- Nicasio Coc - Mayan Elder
- Ian Flowers - Ian
- Shelley Glionna - Xtabai
- Robert Grieg - Bobby
- Esmeralda Hernandez - America
- Roseli Hernandez - Hollywood
- Nehanda Higinio - Nehanda
- Memory Magdaleno - Memory
- Edgardo Serrut - Edgardo